# Myxilla australis
Myxilla australis är en svampdjursart som först beskrevs av Topsent 1901.  Myxilla australis ingår i släktet Myxilla och familjen Myxillidae. Inga underarter finns listade i Catalogue of Life.